# انبیاء (سوره)
سوره انبیاء به معنای پیامبران، یکی از سوره‌های قرآن است که ۱۱۲ آیه تشکیل شده‌است. این سوره مطابق با ترتیب در مصحف عثمانی بیست و یکمین سور و مطابق با ترتیب نزول سوره هفتاد و سومین سوره است.
علامه طباطبایی در تفسیر المیزان می‌گوید: «غرض این سوره گفتگو پیرامون مسئله نبوت است که مسئله توحید و معاد را زیر بنای آن قرار داده‌است.» نخست نزدیک بودن روز حساب و غفلت مردم از آن و نیز روگردانی شان از دعوت حق را ذکر می‌کند، که ملاک حساب روز قیامت همین‌ها است. سپس به بیان موضوع نبوت و استهزاء مردم می‌پردازد. آنگاه نبوت خاتم پیامران و نسبت‌های داده شده به وی شامل ساحر، مفتری و شاعر را ذکر می‌کند. آنگاه گفتار آنان را با ذکر اوصاف کلی انبیای گذشته نموده و بیان می‌کند پیامبر اسلام نیز همان گرفتاری‌ها را باید ببیند، چون آنچه این می‌گوید همان است که پیامبران پیشین می‌گفتند. سپس داستان برخی از پیامبران را برای تأیید گفتار اجمالی خود می‌آورد و از موسی و هارون، ابراهیم، اسحاق، یعقوب، لوط، نوح، داوود، سلیمان، ایوب، اسماعیل، ادریس، ذوالکفل، ذوالنون، زکریا، یحیی و عیسی یاد می‌کند. آنگاه با ذکر روز حساب و آنچه که مجرمان و پارسایان در آن روز کیفر و پاداش می‌بینند بحث را بدین صورت جمع‌بندی می‌کند که «سرانجام نیک از آن متقین خواهد بود و زمین را بندگان صالحش ارث می‌برند.» در انتها اعراض مردم از نبوت را به خاطر اعراضشان از توحید می‌داند و به همین جهت بر مسئله توحید اقامه دلیل می‌کند. از آنجایی که این سوره به دلیل سیاقش و به اتفاق مفسران در مکه نازل شده تهدید و وعید در آن، از بشارت و وعده بیشتر است.